# Fina Estampa
Fina Estampa é uma telenovela brasileira produzida e exibida pela TV Globo de 22 de agosto de 2011 a 23 de março de 2012, em 185 capítulos. Substituiu Insensato Coração e foi substituída por Avenida Brasil, sendo a 2.ª "novela das nove" transmitida pela emissora.
Teve a autoria de Aguinaldo Silva, com a coautoria de Maria Elisa Berredo, Nelson Nadotti, Patrícia Moretzsohn e Rui Vilhena, teve a colaboração de Rodrigo Ribeiro e Maurício Gyboski. A direção foi de Marcelo Travesso, Ary Coslov, Cláudio Boeckel, Marco Rodrigo e Marcus Figueiredo, com direção geral e de núcleo de Wolf Maya.
Contou com Lília Cabral, Christiane Torloni, Dalton Vigh, Marcelo Serrado, Caio Castro, Malvino Salvador, Carolina Dieckmmann e Sophie Charlotte  nos papéis centrais.

## Enredo
Griselda, conhecida como "Pereirão" por seus trabalhos "masculinizados" como o de mecânica, é uma "faz tudo" desde que seu marido Pereirinha desapareceu, mas nunca se preocupou com o que diziam sobre ela. Luta arduamente para dar criação e formação aos filhos Quinzé, Amália e Antenor. Este conseguiu ingressar na faculdade de Medicina. Griselda começa a notar que Antenor sente repulsa por ela, quando ele contrata uma atriz para simular ser sua mãe, ao ser apresentado à família rica da namorada. Só que Griselda descobre isso ao mesmo tempo em que ganha uma fortuna na loteria.
Agora rica e disposta a tornar-se mais "requintada", Griselda contrata um professor de etiqueta, que a ensina a tornar-se uma mulher de classe. Renê Velmont, dono de um conhecido restaurante elegante e requintado, é casado com a fina e esnobe Tereza Cristina. Sua filha Patrícia é a namorada enganada por Antenor, que sempre fingiu ser rico. Tereza Cristina se voltará contra Griselda ao descobrir uma repentina paixão entre ela e seu marido Renê. Para ajudá-la, ela conta com o afetado e fiel escudeiro Crodoaldo Valério, o Crô, uma espécie de personal escravo.
O português Guaracy apaixona-se por Griselda e passa a cortejá-la, mas ela nunca correspondeu aos seus sentimentos. Com o repentino enriquecimento de Griselda, a trama passa por uma nova reviravolta. Pereirinha não morreu e ressurge, disposto a reconquistar a família que abandonara e a fortuna de Griselda. A heroína da trama aos poucos percebe algo terrível: a mudança de um comportamento simples para um mais sofisticado, a leva a perder a identidade, tornando-se outra pessoa, de cujos valores já não gosta tanto. A trama faz uma reflexão sobre do que tem maior valor em um ser humano: as aparências ou o seu caráter?

## Elenco
| Intérprete          | Personagem                                      |
| ------------------- | ----------------------------------------------- |
| Lília Cabral        | Griselda da Silva Pereira (Pereirão)            |
| Christiane Torloni  | Tereza Cristina Buarque de Siqueira Velmont     |
| Dalton Vigh         | René Velmont                                    |
| Caio Castro         | José Antenor da Silva Pereira                   |
| Malvino Salvador    | Joaquim José da Silva Pereira (Quinzé)          |
| Sophie Charlotte    | Maria Amália da Silva Pereira                   |
| Marcelo Serrado     | Crodoaldo Valério (Crô)                         |
| Carolina Dieckmmann | Teodora Bastos da Silva                         |
| Adriana Birolli     | Patrícia Velmont                                |
| José Mayer          | José Pereira (Pereirinha)                       |
| Paulo Rocha         | Guaracy Martins                                 |
| Eva Wilma           | Maria Íris de Siqueira Maciel (Tia Íris)        |
| Marco Pigossi       | Rafael Fernandes (Rafa)                         |
| Júlia Lemmertz      | Esther Wolkoff                                  |
| Dan Stulbach        | Paulo Buarque Siqueira                          |
| Renata Sorrah       | Drª. Danielle Steiner Fraser                    |
| Alexandre Nero      | Baltazar Fonseca                                |
| Dira Paes           | Celeste de Souza Fonseca                        |
| Carol Macedo        | Solange de Souza Fonseca (Sol do Recanto)       |
| Arlete Salles       | Vilma Moreira Prado                             |
| Suzana Pires        | Marcela Coutinho                                |
| Suzana Pires        | Joana Coutinho                                  |
| Wolf Maya           | Álvaro Siqueira                                 |
| Totia Meirelles     | Zambeze Maciel                                  |
| Milena Toscano      | Vanessa Tavares Ribas                           |
| Júlio Rocha         | Enzo Pereira                                    |
| Dudu Azevedo        | Wallace Mu                                      |
| Cris Vianna         | Dagmar dos Anjos                                |
| Rodrigo Simas       | Leandro                                         |
| Carlos Machado      | Ferdinand                                       |
| Monique Alfradique  | Beatriz Lobo                                    |
| Tânia Khallil       | Letícia Fernandes Prado                         |
| Carlos Casagrande   | Juan Guilherme Passarelli                       |
| Thaís de Campos     | Alice                                           |
| Guilherme Boury     | Daniel                                          |
| Luma Costa          | Fernanda (Nanda)                                |
| Juliana Knust       | Zuleika                                         |
| Rafael Zulu         | Edvaldo                                         |
| David Lucas         | René Velmont Júnior                             |
| Kátia Moraes        | Marilda                                         |
| Ricardo Blat        | Severino                                        |
| Eri Johnson         | Honório (Gigante)                               |
| Dani Barros         | Lourdes                                         |
| Ana Carolina Dias   | Deborah                                         |
| André Garolli       | Alberto Martins (Albertinho)                    |
| Guida Vianna        | Isolina                                         |
| Mônica Carvalho     | Glória                                          |
| Ana Rosa            | Celina                                          |
| Jaime Leibovitch    | Henrique                                        |
| Isabel Fillardis    | Dr.ª Mônica                                     |
| Danilo Sacramento   | Beto Júnior                                     |
| Joana Lerner        | Luana                                           |
| Sandro Pedroso      | Mandrake                                        |
| Vitor Davi          | Leonardo dos Anjos                              |
| Bianca Salgueiro    | Carolina Fernandes Prado                        |
| Guilherme Leicam    | Fábio Passarelli                                |
| Alexandra Martins   | Márcia Morais                                   |
| Michelle Martins    | Deusa Maria                                     |
| Janine Salles       | Jaquelaine                                      |
| Josie Pessoa        | Ellen                                           |
| Ítalo Guerra        | Reinaldo                                        |
| Fábio Keldani       | Victor                                          |
| Marcelo Brou        | Pezão                                           |
| Alexandre Liuzzi    | Joe Maluco                                      |
| Aline Matheus       | Chef Clara                                      |
| Luciana Paes        | Fabrícia                                        |
| Sylbeth Soriano     | Zélia                                           |
| Tânia Toko          | Cícera                                          |
| Cida Nascimento     | Índia                                           |
| Gabriel Pelícia     | Joaquim José da Silva Pereira Filho (Quinzinho) |
| Vitor Colman        | Pedro Jorge                                     |

### Participações especiais
| Intérprete           | Personagem                       |
| -------------------- | -------------------------------- |
| Helena Ranaldi       | Chiara Passarelli                |
| Rodrigo Hilbert      | Professor Alexandre Lopes (Alex) |
| Rosa Marya Colin     | Dona Zilá                        |
| João Vithor Oliveira | Douglas                          |
| Ângela Vieira        | Mirna Bello / Gisela Pereira     |
| Maria Joana          | Gata do Leblon                   |
| Marcello Antony      | Dr. Cristiano                    |
| Samir Murad          | Delegado Paredes                 |
| Carlos Vieira        | Fred                             |
| Nina Morena          | Claudine [carece de fontes?]     |
| Ed Oliveira          | Clint                            |
| Silvio Pozatto       | Dr. Barbosa                      |
| Lionel Fischer       | Louzada                          |
| Fiorella Mattheis    | Loira misteriosa                 |
| João Bourbonnais     | Davi Barinski                    |
| Joe Ribeiro          | Joel                             |
| Gabriela Linhares    | Isabel                           |
| Christian Monassa    | Max                              |
| Zé Luiz Lago         | Tavito                           |
| Dudu Sandroni        | Dr. Gouveia                      |
| Eduardo Spinetti     | Rui                              |
| Mariana Azevedo      | Renata                           |
| Luis Lobianco        | Viriato                          |
| Luciano Huck         | Ele mesmo                        |
| Angélica             | Ela mesma                        |
| Anderson Silva       | Ele mesmo                        |
| Diogo Nogueira       | Ele mesmo                        |
| Vitor Belfort        | Ele mesmo                        |

## Exibição

### Reprises
Foi reprisada entre 23 de março a 18 de setembro de 2020 às 21 horas em 155 capítulos, substituindo a novela inédita Amor de Mãe, que teve suas gravações e exibição suspensas devido à pandemia de COVID-19 e sendo substituída pela reprise da novela A Força do Querer, devido ao adiamento da continuação de Amor de Mãe para 2021.
Está sendo reapresentada na íntegra no Globoplay Novelas desde 18 de agosto de 2025, substituindo Guerreiros do Sol e o documentário Gilberto Braga: Meu Nome é Novela na faixa das 22h40, com reprises ás 16h30 e maratona semanal aos domingos. É a primeira novela das nove a ser exibida no canal.

### Outras mídias
Em 11 de dezembro de 2020, foi atualizada pelo Globoplay como parte do Projeto Originalidade, com a atualização para o formato de exibição original; com o formato de imagem restaurado em Full HD, além de aberturas, vinhetas de intervalo e encerramento originais.

### Exibição internacional
| Exibição pelo mundo  | Exibição pelo mundo | Exibição pelo mundo | Exibição pelo mundo     | Exibição pelo mundo     | Exibição pelo mundo | Exibição pelo mundo |
| País                 | Canal               | Título local        | Estreia                 | Final                   | Horário semanal     | Hora                |
| -------------------- | ------------------- | ------------------- | ----------------------- | ----------------------- | ------------------- | ------------------- |
| Brasil               | TV Globo            | Fina Estampa        | 22 de agosto de 2011    | 23 de março de 2012     | Segunda a Sábado    | 21:10               |
| Brasil               | Globoplay Novelas   | Fina Estampa        | 18 de agosto de 2025    | 20 de março de 2026     | Segunda a Sábado    | 22:401 e 16:301     |
| Portugal             | SIC                 | Fina Estampa        | 21 de maio de 2012      | 15 de março de 2013     | Segunda a Sexta     | 18:30               |
| Geórgia              | Rustavi 2           | ღირსება და ამბიცია  | 18 de setembro de 2012  | 23 de fevereiro de 2013 | Segunda a Sábado    | 19:50               |
| Uruguai              | Teledoce            | Fina Estampa        | 1 de outubro de 2012    | 12 de abril de 2013     | Segunda a Sexta     | 19:00               |
| Equador              | Ecuavisa            | Fina Estampa        | 1 de outubro de 2012    | 1 de abril de 2013      | Segunda a Sexta     | 20:45               |
| Nicarágua            | Televicentro        | Fina Estampa        | 2 de janeiro de 2013    | 19 de julho de 2013     | Segunda a Sexta     | 20:00               |
| Colômbia             | Teleantioquia       | Fina Estampa        | 21 de janeiro de 2013   | 2 de agosto de 2013     | Segunda a Sexta     | 16:00               |
| Chile                | Canal 13            | Fina Estampa        | 14 de fevereiro de 2013 | 31 de maio de 2013      | Segunda a Sexta     | 14:35               |
| Israel               | Viva                | שקר היופי           | 12 de março de 2013     | 23 de setembro de 2013  | Domingo a Quinta    | 21:30               |
| Costa Rica           | Teletica            | Fina Estampa        | 18 de março de 2013     | 27 de setembro de 2013  | Segunda a Sexta     | 13:30               |
| Moçambique           | STV                 | Fina Estampa        | 18 de março de 2013     | 18 de outubro de 2013   | Segunda a Sábado    | 21:00               |
| Peru                 | ATV                 | Fina Estampa        | 16 de abril de 2013     | 28 de outubro de 2013   | Segunda a Sexta     | 21:00               |
| Argentina            | Canal 9             | Fina Estampa        | 29 de julho de 2013     | 11 de fevereiro de 2014 | Segunda a Sexta     | 14:00               |
| Cabo Verde           | TCV                 | Fina Estampa        | 23 de setembro de 2013  | 25 de abril de 2014     | Segunda a Sábado    | 22:00               |
| Paraguai             | Telefuturo          | Fina Estampa        | 8 de outubro de 2012    | 19 de abril de 2013     | Segunda a Sexta     | 18:00               |
| El Salvador          | TCS Canal 4         | Fina Estampa        | 10 de fevereiro de 2014 | 17 de outubro de 2014   | Segunda a Sexta     | 13:00               |
| Argentina            | El Trece            | Fina Estampa        | 31 de março de 2014     | 11 de abril de 2014 2   | Segunda a Sexta     | 16:00               |
| Quénia               | NTV                 | Looks and Essence   | 13 de maio de 2014      | 1 de abril de 2015      | Terça a Quinta      | 22:00               |
| Tanzânia             | Star Novela         | Looks and Essence   | 21 de junho de 2014     | 25 de setembro de 2014  | Segunda a Sexta3    | 22:00               |
| Coreia do Sul        | TeleNovela          | 룩스앤에센스        | 22 de julho de 2014     | 24 de novembro de 2015  | Terça3              | 08:304              |
| Estados Unidos       | Telemundo           | Fina Estampa        | 11 de agosto de 2014    | 1 de outubro de 2014    | Segunda a Sexta     | 12:00               |
| República Dominicana | Antena Latina       | Fina Estampa        | 5 de fevereiro de 2015  | 21 de agosto de 2015    | Segunda a Sexta     | 20:00               |
| Indonésia            | Vision 2 Drama      | Looks and Essence   | 19 de fevereiro de 2015 | 2 de setembro de 2015   | Segunda a Sexta     | 22:45               |
| Honduras             | Pasiones            | Fina Estampa        | 31 de março de 2015     | 23 de outubro de 2015   | Segunda a Sexta     | 16:006              |
| Costa Rica           | Pasiones            | Fina Estampa        | 31 de março de 2015     | 23 de outubro de 2015   | Segunda a Sexta     | 16:006              |
| Guatemala            | Pasiones            | Fina Estampa        | 31 de março de 2015     | 23 de outubro de 2015   | Segunda a Sexta     | 16:006              |
| El Salvador          | Pasiones            | Fina Estampa        | 31 de março de 2015     | 23 de outubro de 2015   | Segunda a Sexta     | 16:006              |
| México               | Pasiones            | Fina Estampa        | 31 de março de 2015     | 23 de outubro de 2015   | Segunda a Sexta     | 16:005              |
| Peru                 | Pasiones            | Fina Estampa        | 31 de março de 2015     | 23 de outubro de 2015   | Segunda a Sexta     | 17:007              |
| Equador              | Pasiones            | Fina Estampa        | 31 de março de 2015     | 23 de outubro de 2015   | Segunda a Sexta     | 17:007              |
| Colômbia             | Pasiones            | Fina Estampa        | 31 de março de 2015     | 23 de outubro de 2015   | Segunda a Sexta     | 17:007              |
| Venezuela            | Pasiones            | Fina Estampa        | 31 de março de 2015     | 23 de outubro de 2015   | Segunda a Sexta     | 17:308              |
| Bolívia              | Pasiones            | Fina Estampa        | 31 de março de 2015     | 23 de outubro de 2015   | Segunda a Sexta     | 18:009              |
| Paraguai             | Pasiones            | Fina Estampa        | 31 de março de 2015     | 23 de outubro de 2015   | Segunda a Sexta     | 18:0010             |
| Chile                | Pasiones            | Fina Estampa        | 31 de março de 2015     | 23 de outubro de 2015   | Segunda a Sexta     | 19:0011             |
| Argentina            | Pasiones            | Fina Estampa        | 31 de março de 2015     | 23 de outubro de 2015   | Segunda a Sexta     | 19:0011             |
| Uruguai              | Pasiones            | Fina Estampa        | 31 de março de 2015     | 23 de outubro de 2015   | Segunda a Sexta     | 19:0011             |
| Israel               | Viva                | שקר היופי           | 13 de abril de 2015     | 28 de outubro de 2015   | Domingo a Quinta    | 22:30               |
| Honduras             | VTV                 | Fina Estampa        | 3 de junho de 2015      | 15 de dezembro de 2015  | Segunda a Sexta     | 20:00               |
| Nigéria              | Galaxy TV           | Looks and Essence   | 13 de julho de 2015     | 22 de janeiro de 2016   | Segunda a Sexta     | 17:00               |
| Arménia              | Armenia TV          | Գեղեցկության գինը   | 31 de agosto de 2015    | 14 de março de 2016     | Segunda a Sexta     | 19:00               |
| Namíbia              | Nina TV             | Looks and Essence   | 2 de novembro de 2015   | 13 de maio de 2016      | Segunda a Sexta     | 19:00               |
| Gana                 | Nina TV             | Looks and Essence   | 2 de novembro de 2015   | 13 de maio de 2016      | Segunda a Sexta     | 20:00               |
| Libéria              | Nina TV             | Looks and Essence   | 2 de novembro de 2015   | 13 de maio de 2016      | Segunda a Sexta     | 20:00               |
| Serra Leoa           | Nina TV             | Looks and Essence   | 2 de novembro de 2015   | 13 de maio de 2016      | Segunda a Sexta     | 20:00               |
| Nigéria              | Nina TV             | Looks and Essence   | 2 de novembro de 2015   | 13 de maio de 2016      | Segunda a Sexta     | 21:00               |
| Botsuana             | Nina TV             | Looks and Essence   | 2 de novembro de 2015   | 13 de maio de 2016      | Segunda a Sexta     | 22:00               |
| Lesoto               | Nina TV             | Looks and Essence   | 2 de novembro de 2015   | 13 de maio de 2016      | Segunda a Sexta     | 22:00               |
| Malawi               | Nina TV             | Looks and Essence   | 2 de novembro de 2015   | 13 de maio de 2016      | Segunda a Sexta     | 22:00               |
| Essuatíni            | Nina TV             | Looks and Essence   | 2 de novembro de 2015   | 13 de maio de 2016      | Segunda a Sexta     | 22:00               |
| África do Sul        | Nina TV             | Looks and Essence   | 2 de novembro de 2015   | 13 de maio de 2016      | Segunda a Sexta     | 22:00               |
| Zâmbia               | Nina TV             | Looks and Essence   | 2 de novembro de 2015   | 13 de maio de 2016      | Segunda a Sexta     | 22:00               |
| Zimbabwe             | Nina TV             | Looks and Essence   | 2 de novembro de 2015   | 13 de maio de 2016      | Segunda a Sexta     | 22:00               |
| Quénia               | Nina TV             | Looks and Essence   | 2 de novembro de 2015   | 13 de maio de 2016      | Segunda a Sexta     | 23:00               |
| Sudão                | Nina TV             | Looks and Essence   | 2 de novembro de 2015   | 13 de maio de 2016      | Segunda a Sexta     | 23:00               |
| Sudão do Sul         | Nina TV             | Looks and Essence   | 2 de novembro de 2015   | 13 de maio de 2016      | Segunda a Sexta     | 23:00               |
| Tanzânia             | Nina TV             | Looks and Essence   | 2 de novembro de 2015   | 13 de maio de 2016      | Segunda a Sexta     | 23:00               |
| Uganda               | Nina TV             | Looks and Essence   | 2 de novembro de 2015   | 13 de maio de 2016      | Segunda a Sexta     | 23:00               |
| Angola               | Globo ON            | Fina Estampa        | 21 de dezembro de 2015  | 29 de maio de 2016      | Segunda a Domingo   | 21:00               |
| Moçambique           | Globo ON            | Fina Estampa        | 21 de dezembro de 2015  | 29 de maio de 2016      | Segunda a Domingo   | 22:00               |
| Guatemala            | Canal 3             | Fina Estampa        | 6 de janeiro de 2016    | 3 de agosto de 2016     | Segunda a Sexta     | 22:00               |
| Coreia do Sul        | TeleNovela          | 룩스앤에센스        | 2 de fevereiro de 2016  | 12 de agosto de 2016    | Terça a Sábado      | 03:00               |
| Panamá               | NEXtv               | Fina Estampa        | 13 de março de 2017     | presente                | Segunda a Sexta     | 21:00               |
| Coreia do Sul        | TeleNovela          | 룩스앤에센스        | 20 de março de 2017     | presente                | Segunda a Sexta     | 03:00               |
| Portugal             | Globo Portugal      | Fina Estampa        | 26 de maio de 2017      | presente                | Segunda a Sábado    | 21:00               |
| Sérvia               | Happy TV            | Desconhecido        | Desconhecido            | Desconhecido            | Desconhecido        | Desconhecido        |
| Brasil               | TV Globo            | Fina Estampa        | 23 de Março de 2020     | 18 de setembro de 2020  | Segunda a Sábado    | 21:20               |
| Portugal             | SIC                 | Fina Estampa        | 27 de Setembro de 2021  | Presente                | Segunda a Sexta     | 18:4012             |

↑1  Capítulos inéditos.
↑1  Reapresentação do dia anterior.
↑2  Cancelada.
↑3  Dois primeiros capítulos foram exibidos Sábado e Domingo. Depois foi exibida em capítulos duplos de Segunda a Sexta.
↑4  Trasnferida para Segunda e Terça a partir do dia 18 de maio de 2015.
↑4  Exibida em capítulos duplos. Trasnferida para as 08:00 em capítulos duplos. Trasnferida para as 08:30 em capítulos simples a partir do dia 18 de maio de 2015.
↑5  Transferida para as 17:00 a partir do dia 5 de abril de 2015. Transferida para as 17:30 a partir do dia 12 de outubro de 2015 e exibida em capítulos de 30 minutos.
↑6  Transferida para as 16:30 a partir do dia 12 de outubro de 2015 e exibida em capítulos de 30 minutos.
↑7  Transferida para as 17:30 a partir do dia 12 de outubro de 2015 e exibida em capítulos de 30 minutos.
↑8  Transferida para as 18:00 a partir do dia 12 de outubro de 2015 e exibida em capítulos de 30 minutos.
↑9  Transferida para as 18:30 a partir do dia 12 de outubro de 2015 e exibida em capítulos de 30 minutos.
↑10  Transferida para as 19:00 a partir do dia 5 de outubro de 2015. Transferida para as 19:30 a partir do dia 12 de outubro de 2015 e exibida em capítulos de 30 minutos.
↑11  Transferida para as 19:30 a partir do dia 12 de outubro de 2015 e exibida em capítulos de 30 minutos.
↑12  Transferida para as 18:55 a partir do dia 13 de Dezembro de 2021.

## Recepção

### Audiência
Exibição original
A novela estreou com média de 41 pontos com picos de 44 e 59% de share, índice maior do que suas antecessoras, Passione e Insensato Coração que marcaram respectivamente 37 pontos. No dia 8 de setembro, a telenovela marcou pela primeira vez 45 pontos, recorde que foi conquistado diversas vezes. Em 16 de janeiro de 2012, a novela bateu recorde de audiência com uma média de 46 pontos e 52 de pico. No dia seguinte, a novela bateu recorde novamente e marcou 47 pontos de média, com picos de 53. Seu último capítulo marcou 47 pontos de média, 73% de share com picos de 53, igualando sua antecessora. Terminou com uma média geral de 39,0 pontos, tornando-se então a novela mais assistida da década de 2010.
Reapresentação
Em virtude da pandemia de COVID-19, em março de 2020 as emissoras de televisão suspenderam as produções de suas novelas. Fina Estampa foi reapresentada pela TV Globo a partir de 23 de março de 2020, para solucionar temporariamente a interrupção das gravações de Amor de Mãe, a novela inédita da época. A novela veio com o subtítulo de "Edição Especial" e ganhou uma nova abertura. Foi exibida até 19 de setembro de 2020.
No primeiro dia da nova exibição alcançou 35,4 pontos. No segundo capítulo, alcançou 37,1 pontos, mesma média alcançada nos dias 27 de abril e 10 de agosto. No dia 8 de setembro, bateu recorde com 38 pontos. Em 14 de setembro, bate mais um recorde com 38,4 pontos.
Sua menor audiência foi registrada em 11 de julho com 25,7 pontos.
Com doze semanas no ar até junho de 2020, a reprise da novela superou até mesmo títulos inéditos na faixa com uma parcial de 33,6 pontos, perdendo apenas para O Outro Lado do Paraíso, Amor à Vida e Avenida Brasil. Na exibição original, a novela acumulou uma média de 38,3 pontos nesse mesmo período.
O último capítulo, exibido em 18 de setembro de 2020, alcançou 37,6 pontos. Teve média geral de 33,7 pontos.

### Prêmios e indicações
| Ano  | Prêmio                    | Categoria                             | Indicado           | Resultado |
| ---- | ------------------------- | ------------------------------------- | ------------------ | --------- |
| 2011 | Prêmio Quem de Televisão  | Melhor Atriz de Televisão             | Lília Cabral       | Indicado  |
| 2011 | Prêmio Quem de Televisão  | Melhor Ator de Televisão              | Dalton Vigh        | Indicado  |
| 2011 | Prêmio Quem de Televisão  | Melhor Ator Coadjuvante de Televisão  | Marcelo Serrado    | Venceu    |
| 2011 | Prêmio Quem de Televisão  | Melhor Atriz Coadjuvante de Televisão | Sophie Charlotte   | Indicado  |
| 2011 | Prêmio Quem de Televisão  | Melhor Atriz Coadjuvante de Televisão | Carolina Dieckmann | Indicado  |
| 2011 | Prêmio Quem de Televisão  | Melhor Autor de Televisão             | Aguinaldo Silva    | Indicado  |
| 2011 | Melhores do Ano           | Melhor Atriz                          | Lília Cabral       | Venceu    |
| 2011 | Melhores do Ano           | Melhor Atriz                          | Christiane Torloni | Indicado  |
| 2011 | Melhores do Ano           | Melhor Ator Coadjuvante               | Marcelo Serrado    | Venceu    |
| 2011 | Melhores do Ano           | Melhor Atriz Coadjuvante              | Júlia Lemmertz     | Indicado  |
| 2011 | Melhores do Ano           | Melhor Ator Revelação                 | Paulo Rocha        | Indicado  |
| 2011 | Melhores do Ano           | Melhor Ator ou Atriz Mirim            | Gabriel Pelícia    | Indicado  |
| 2012 | Prêmio Contigo! de TV     | Melhor Novela                         | Aguinaldo Silva    | Indicado  |
| 2012 | Prêmio Contigo! de TV     | Melhor Atriz                          | Lília Cabral       | Venceu    |
| 2012 | Prêmio Contigo! de TV     | Melhor Atriz                          | Christiane Torloni | Indicado  |
| 2012 | Prêmio Contigo! de TV     | Melhor Atriz                          | Carolina Dieckmann | Indicado  |
| 2012 | Prêmio Contigo! de TV     | Melhor Ator                           | José Mayer         | Indicado  |
| 2012 | Prêmio Contigo! de TV     | Melhor Ator                           | Caio Castro        | Indicado  |
| 2012 | Prêmio Contigo! de TV     | Melhor Ator                           | Dalton Vigh        | Indicado  |
| 2012 | Prêmio Contigo! de TV     | Melhor Ator                           | Malvino Salvador   | Indicado  |
| 2012 | Prêmio Contigo! de TV     | Melhor Atriz Coadjuvante              | Dira Paes          | Indicado  |
| 2012 | Prêmio Contigo! de TV     | Melhor Atriz Coadjuvante              | Suzana Pires       | Indicado  |
| 2012 | Prêmio Contigo! de TV     | Melhor Atriz Coadjuvante              | Sophie Charlotte   | Indicado  |
| 2012 | Prêmio Contigo! de TV     | Melhor Ator Coadjuvante               | Alexandre Nero     | Indicado  |
| 2012 | Prêmio Contigo! de TV     | Melhor Ator Coadjuvante               | David Lucas        | Indicado  |
| 2012 | Prêmio Contigo! de TV     | Melhor Ator Coadjuvante               | Marcelo Serrado    | Venceu    |
| 2012 | Prêmio Contigo! de TV     | Melhor Ator Coadjuvante               | Marco Pigossi      | Indicado  |
| 2012 | Prêmio Contigo! de TV     | Melhor Ator Infantil                  | Gabriel Pelícia    | Indicado  |
| 2012 | Prêmio Contigo! de TV     | Melhor Ator Infantil                  | Vitor Colman       | Indicado  |
| 2012 | Prêmio Contigo! de TV     | Revelação da TV                       | Paulo Rocha        | Indicado  |
| 2012 | Prêmio Contigo! de TV     | Revelação da TV                       | Rodrigo Simas      | Indicado  |
| 2012 | Prêmio Contigo! de TV     | Melhor Autor de Novela                | Aguinaldo Silva    | Indicado  |
| 2012 | Prêmio Contigo! de TV     | Melhor Diretor de Novela              | Wolf Maya          | Indicado  |
| 2012 | Troféu Imprensa           | Melhor Novela                         | Aguinaldo Silva    | Indicado  |
| 2012 | Troféu Imprensa           | Melhor Atriz                          | Lília Cabral       | Venceu    |
| 2012 | Troféu Imprensa           | Melhor Atriz                          | Christiane Torloni | Indicado  |
| 2012 | Troféu Imprensa           | Melhor Ator                           | Caio Castro        | Indicado  |
| 2012 | Prêmio Extra de Televisão | Melhor Novela                         | Aguinaldo Silva    | Indicado  |
| 2012 | Prêmio Extra de Televisão | Melhor Ator                           | Marcelo Serrado    | Venceu    |
| 2012 | Prêmio Extra de Televisão | Melhor Atriz                          | Christiane Torloni | Indicado  |
| 2012 | Prêmio Extra de Televisão | Melhor Atriz Coadjuvante              | Carolina Dieckmann | Indicado  |
| 2012 | Prêmio Extra de Televisão | Ídolo Teen                            | Caio Castro        | Indicado  |
| 2012 | Prêmio Extra de Televisão | Melhor Figurino                       | Fina Estampa       | Indicado  |

## Obras derivadas

### Marido en Alquiler
Em 2013, a emissora latina Telemundo começou a produzir um remake da novela, que inicialmente se chamaria Reina Madre (Rainha Mãe), sendo mudada para Marido en Alquiler (Marido de Aluguel). As gravações começaram em fevereiro de 2013. Sonya Smith interpreta Griselda, Juan Soler como René Velmont, Ariel Texidó como Crô e Maritza Rodríguez como Teresa Cristina.

### Filmes do Crô
Desde 2012, foi confirmado que seria realizado um filme sobre o personagem vivido por Marcelo Serrado. Crô: O Filme, começou a ser filmado no dia 7 de maio de 2013  com direção de Bruno Barreto e roteiro de Aguinaldo Silva, criador do personagem. Além de Serrado, foram  confirmados no elenco: Alexandre Nero, Kátia Moraes, Carlos Machado, Carolina Ferraz, Karin Rodrigues, Milhem Cortaz, Nataly Cabanas e Urzula Canaviri. E o longa ainda terá participações especiais de Ana Maria Braga, Gaby Amarantos e Ivete Sangalo. O filme estreou  em novembro de 2013.
Em 2018, estreou nos cinemas a continuação do filme Crô. O filme é dirigido por Cininha de Paula e escrito pelo criador do personagem, Aguinaldo Silva com colaboração de Virgílio Silva, Antonio Guerrieri, Sergio Virgilio, Bruno Aires e Leandro Soares. Teve no elenco além de Marcelo Serrado, Arlete Salles, Tonico Pereira, Rosi Campos, Jefferson Schroeder, Fabiana Karla, Mel Maia e grande elenco.

## Trilha sonora
A música da telenovela conta com composições inéditas de Zeca Pagodinho, Arlindo Cruz e Sombrinha que juntos compuseram as canções "Fina Estampa", "O Nome dela é Griselda" e "Agora Você Volta" que será tema de Quinzé e Teodora, respectivamente Malvino Salvador e Carolina Dieckmann, a trilha ainda conta com "Problemas", canção inédita de Ana Carolina, "Colorir Papel" da banda baiana Jammil e uma Noites, por Levi Lima, novo vocalista, "Recado" de Gonzaguinha, "Flor Morena" da cantora Aline Calixto, "Menina Chapa-Quente" da funkeira Perlla, "Vamos Dançar" do cantor Ed Motta, Ivete Sangalo regrava "Eu Nunca Amei Alguém Como Eu Te Amei" de Eduardo Lages e Paulo Sérgio Valle, Jorge Vercilo esta na trilha com "Memória do Prazer" e Seu Jorge com "Quem Não Quer Sou Eu", "Paradise" - Coldplay (Antenor e Patricia), dentre outras.